# 윈 리조트

윈 리조트(Wynn Resorts, Limited)는 네바다주 패러다이스에 본사를 둔 미국 상장 기업으로 고급 호텔과 카지노를 개발하고 운영하고 있다. 2002년 전 미라주 리조트(Mirage Resorts) 회장 겸 CEO인 스티브 윈이 설립했으며 현재 CEO인 크레이그 빌링스(Craig Billings)가 운영하고 있다. 2020년 기준 이 회사는 6개의 부동산을 개발했다.

## 경제적 성과
라스베거스의 앙코르는 대불황이 시작된 직후에 문을 열었다. 앙코르(Encore)의 추가 카지노(원래 190개의 테이블과 2000개의 슬롯에 97개의 테이블과 857개의 슬롯 머신을 추가)에도 불구하고 결합된 리조트의 순 카지노 수익은 처음에는 낮았다. 마찬가지로 2009년 1분기에도 마카오 사업의 순수익은 감소했다. 글로벌 경제 회복에 이어 윈(Wynn)의 자산의 실적도 회복되었다. 윈은 경기 침체 기간 동안 대량 해고를 수행하지 않은 유일한 게임 운영자였다. 2017년 CNBC는 윈의 주가가 올해 들어 44% 상승했으며 윈의 마카오 사업장이 미국 기반 리조트 중 최고라고 보도했다. 전염병에도 불구하고 호텔과 카지노의 운영을 재개할 수 있도록 윈 리조트의 CEO인 매트 매독스(Matt Maddox)는 코로나19 백신 접종을 받지 않기로 선택한 모든 직원에게 매주 바이러스 검사를 받도록 요구하고 있다.